# Чирвинський Микола Петрович
Мико́ла Петро́вич Чирви́нський (28 квітня (10 травня) 1848 — 1920) — український зоотехнік родом із Чернігова. Один з основоположників зоотехнічної науки. Ректор Київського політехнічного інституту. Батько мінералога й петрографа Петра Чирвинського та геолога Володимира Чирвинського.

## Біографія
1882—1894 — професор Петровської рільничої і лісової академії
1898—1919 — професор Київського політехнічного інституту (1905—1906 — перший виборний Ректор Київського політехнічного інституту), в якому організував кафедру тваринництва.
Основні праці Чирвинського стосуються питань годівлі, росту і розвитку сільськогосподарських тварин, вівчарства, вовнознавства та смушкознавства. Праці опубліковані в книжці «Избранные сочинения» у 2 тт. (М. 1949 — 51).